# Église Saint-Martin de Saint-Martin-de-Lixy
L'église de Saint-Martin-de-Lixy est une église « pittoresque » du XIIe siècle de style roman dédiée à saint Martin. Elle se situe à Saint-Martin-de-Lixy en Saône-et-Loire, en Bourgogne. Elle est inscrite aux Monuments historiques depuis le 13 mars 1950.

## Architecture

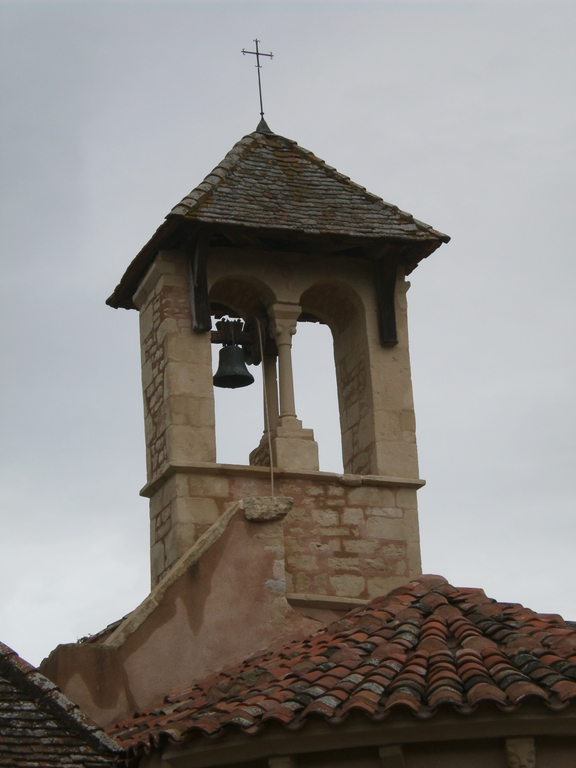
Le clocher et la cloche de l'église de Saint-Martin-de-Lixy après rénovation.
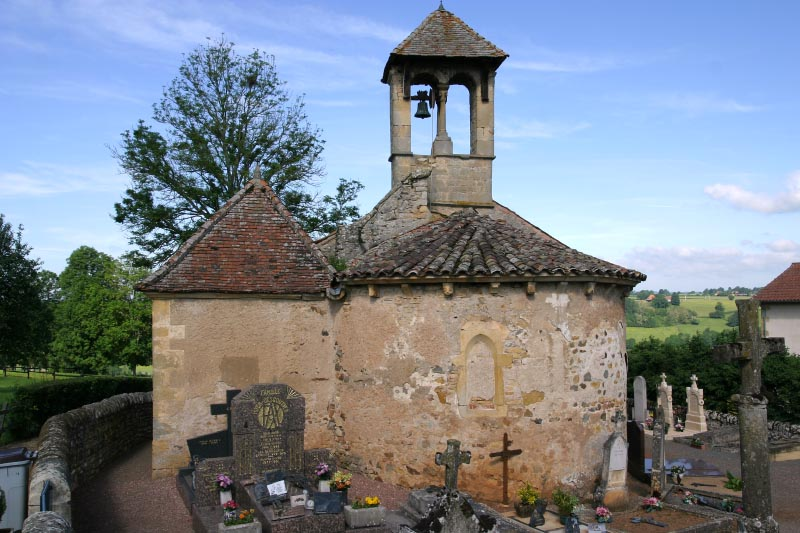
Chevet
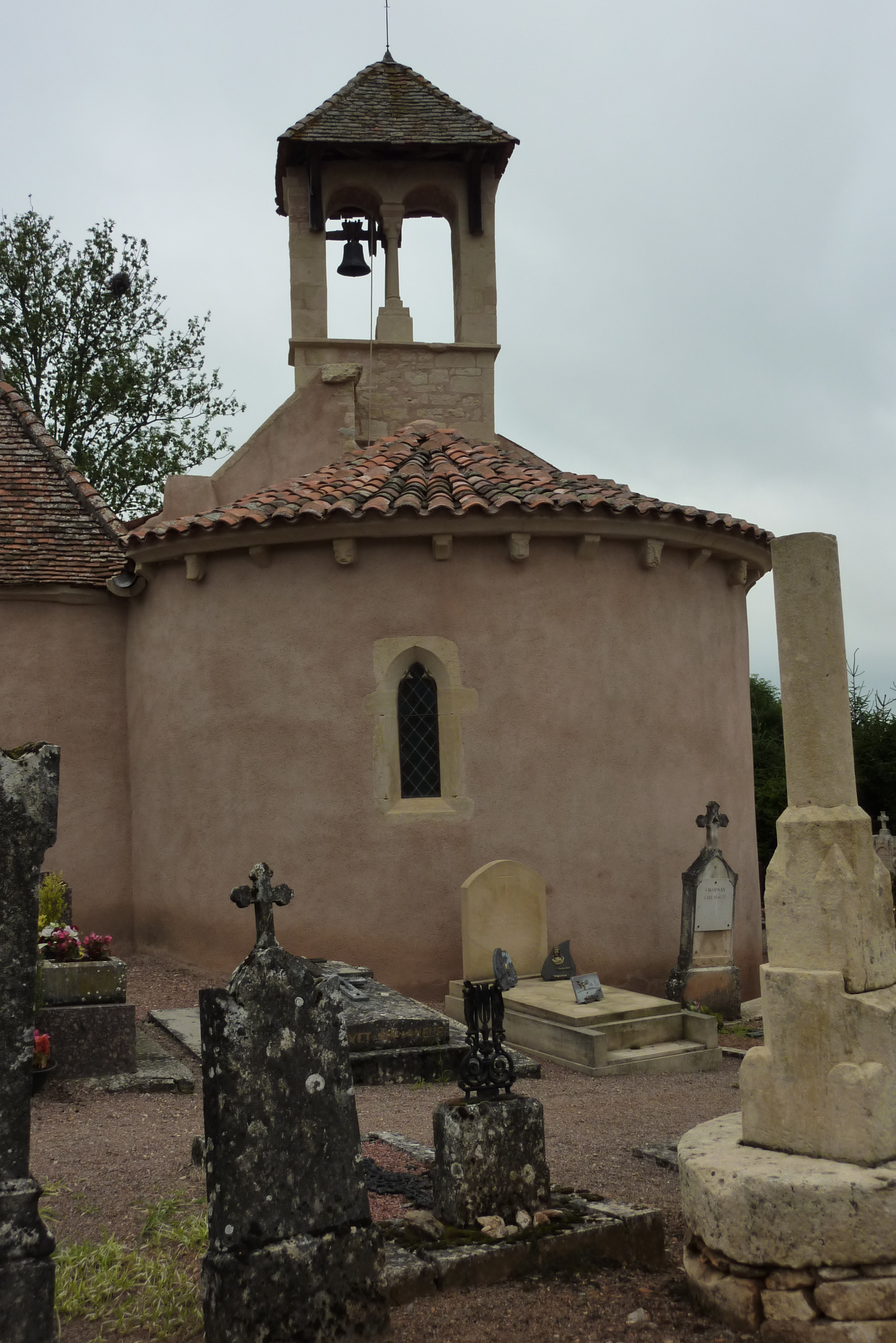
L'église dans son cimetière
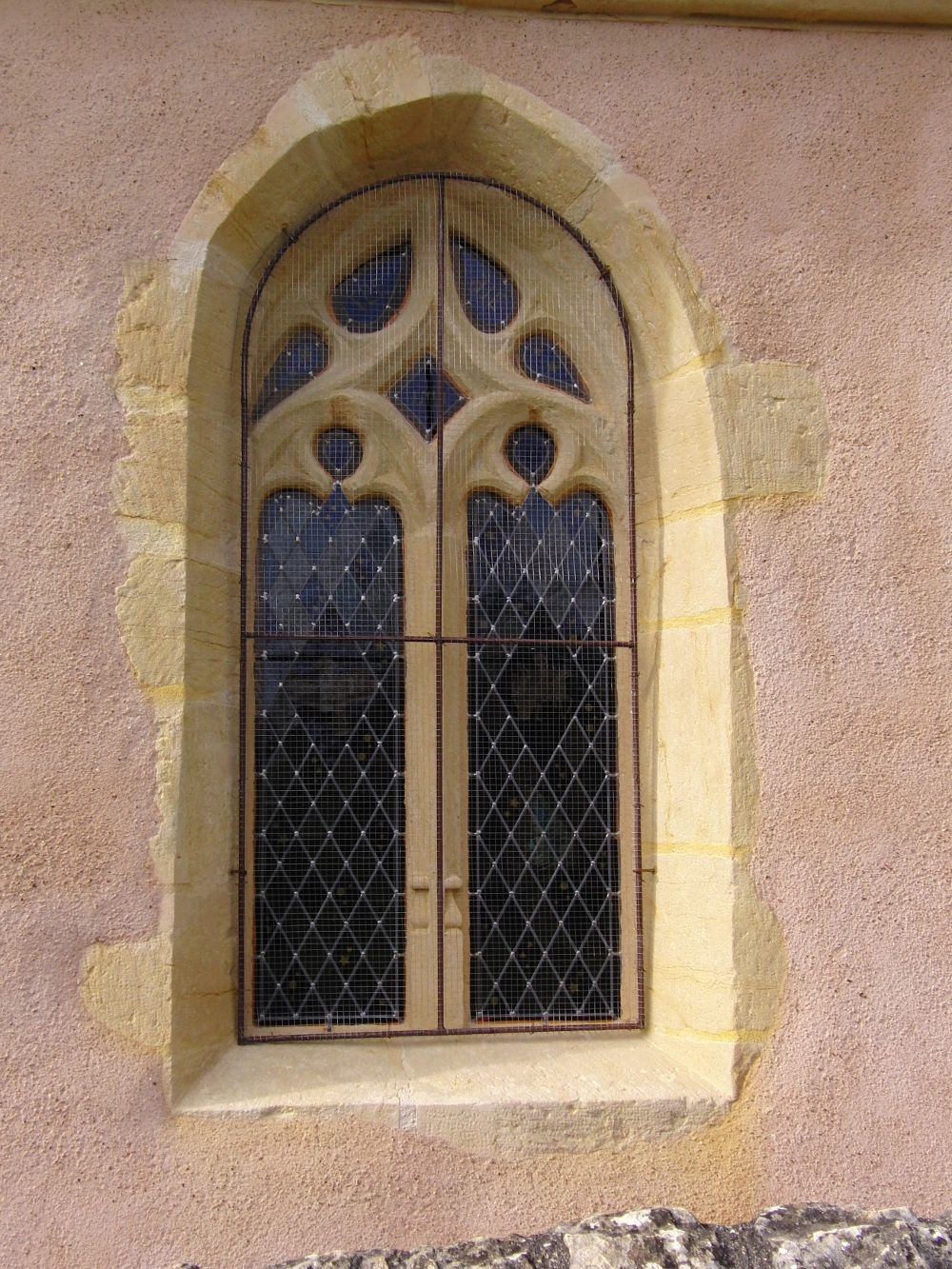
La fenêtre  vue de l'extérieur.
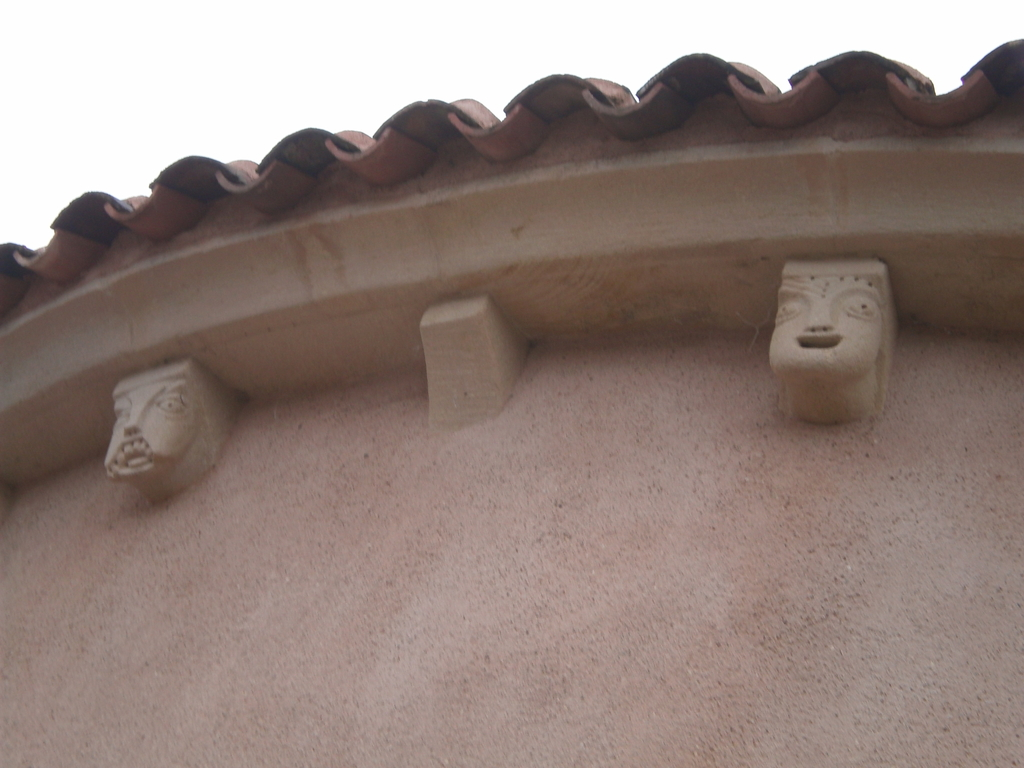
Deux des modillons de l'église.
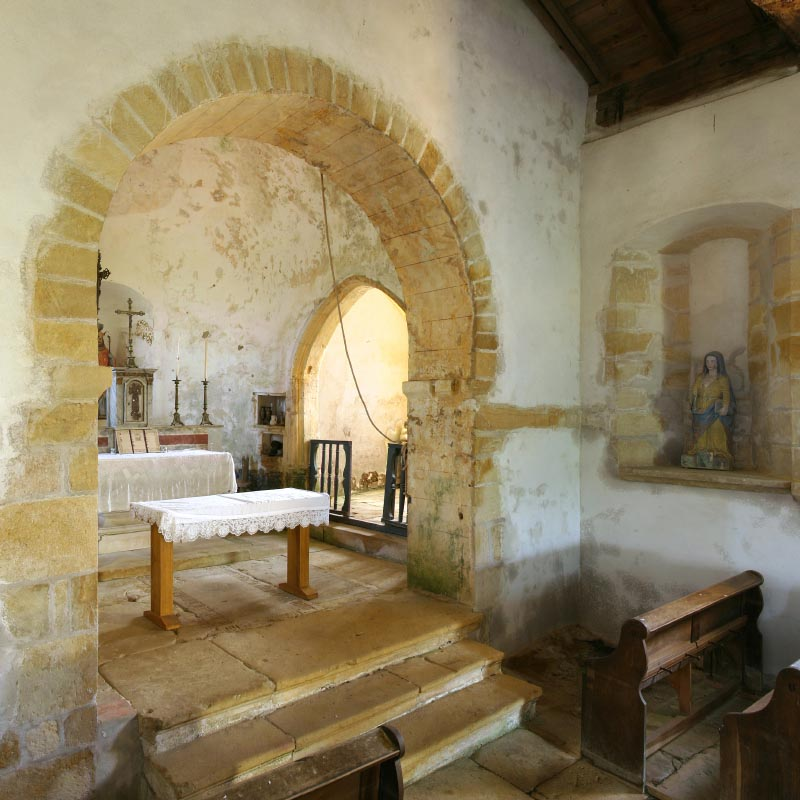
Intérièur
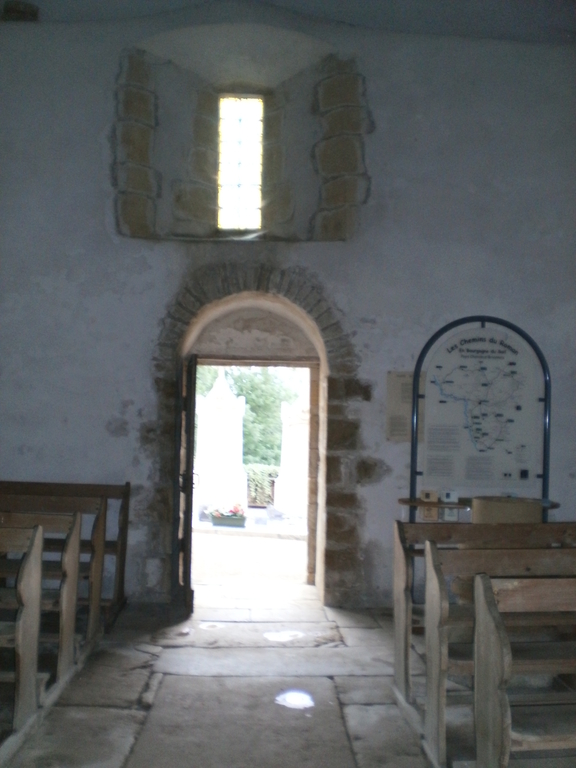
L'entrée vue de l'intérieur.

### Décoration

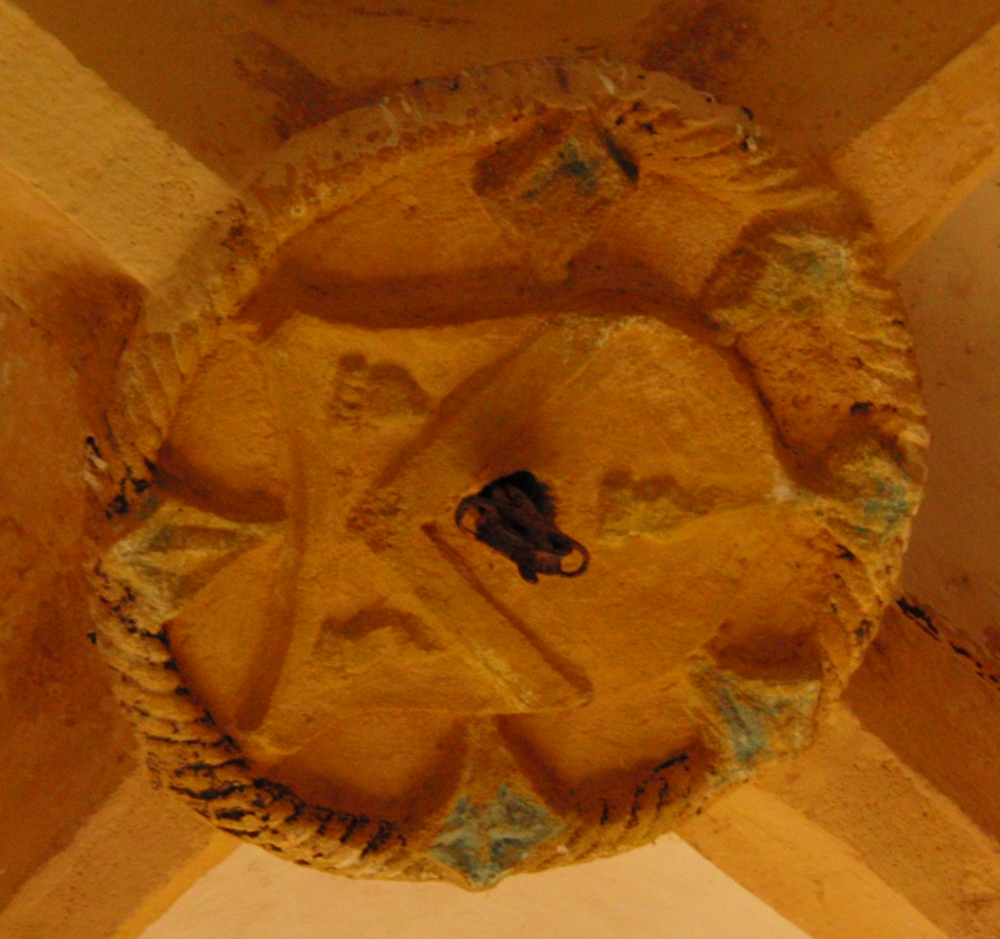
Croise.
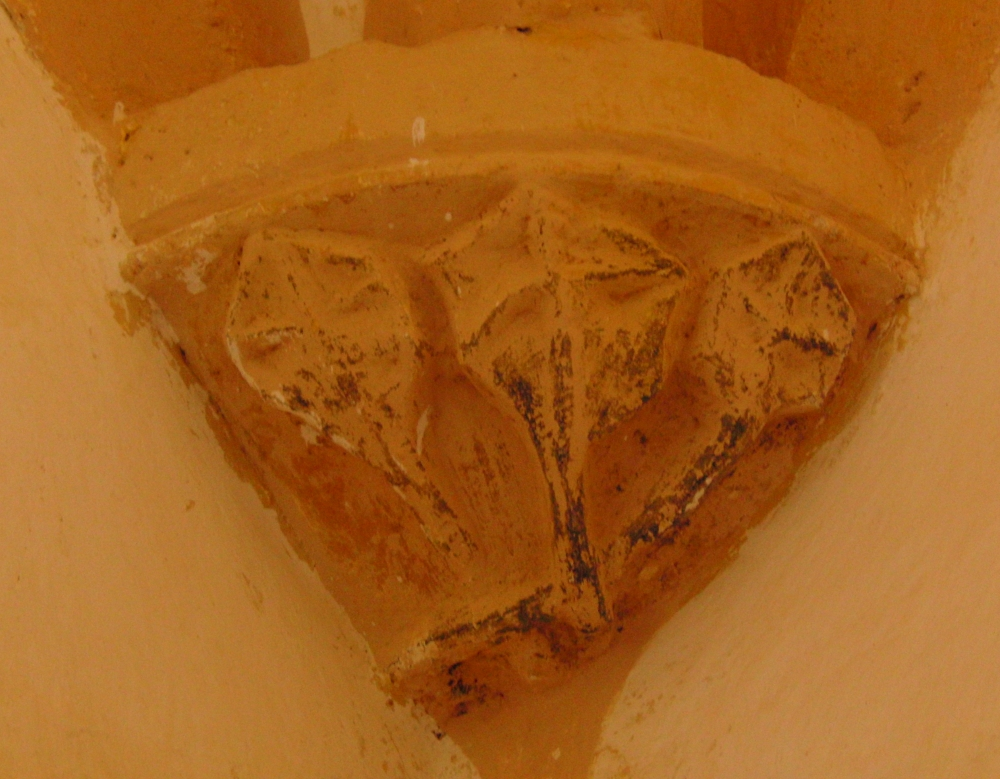
Croise.
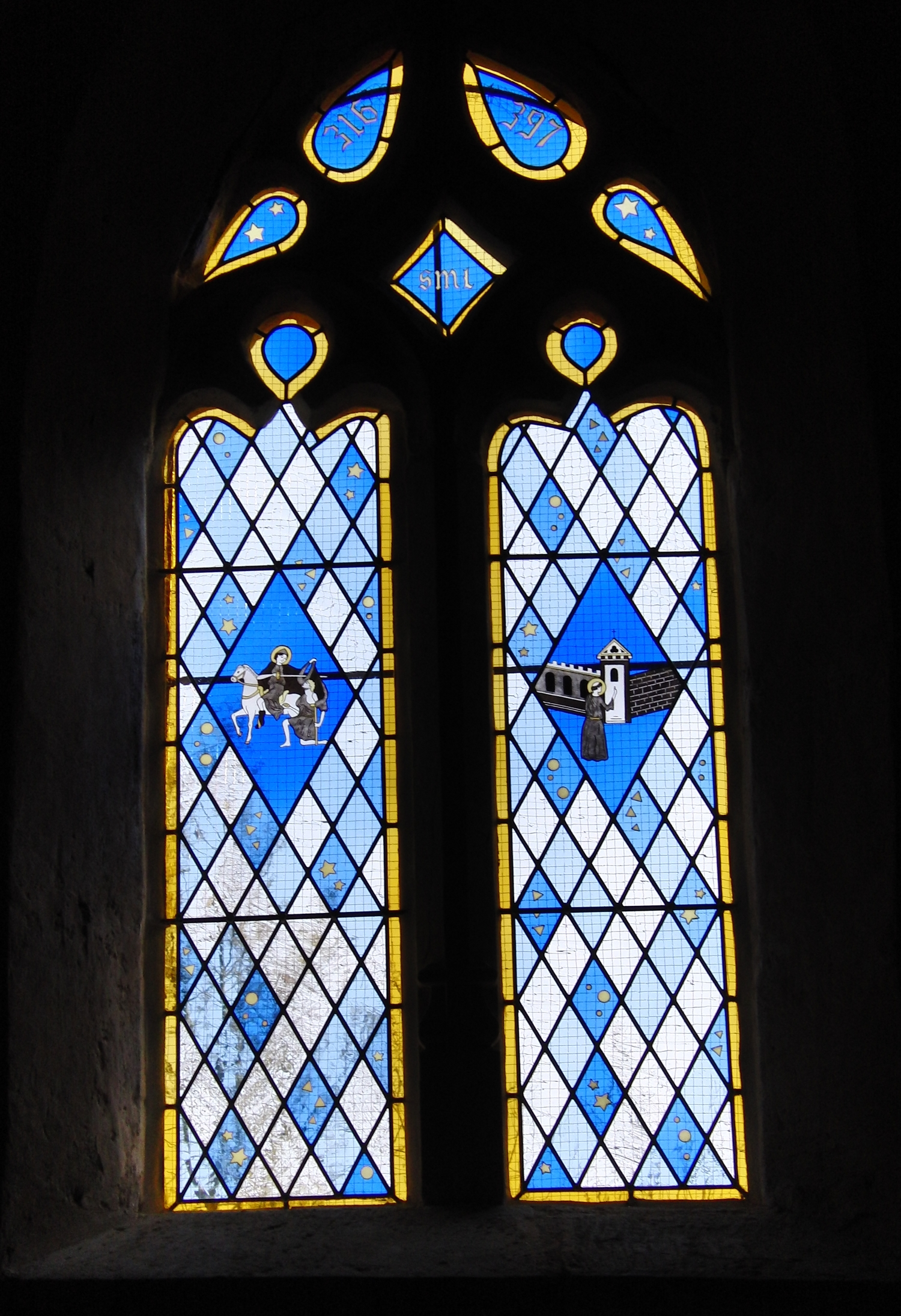
Vitrail de l'église de Saint-Martin-de-Lixy après rénovation de celle-ci.
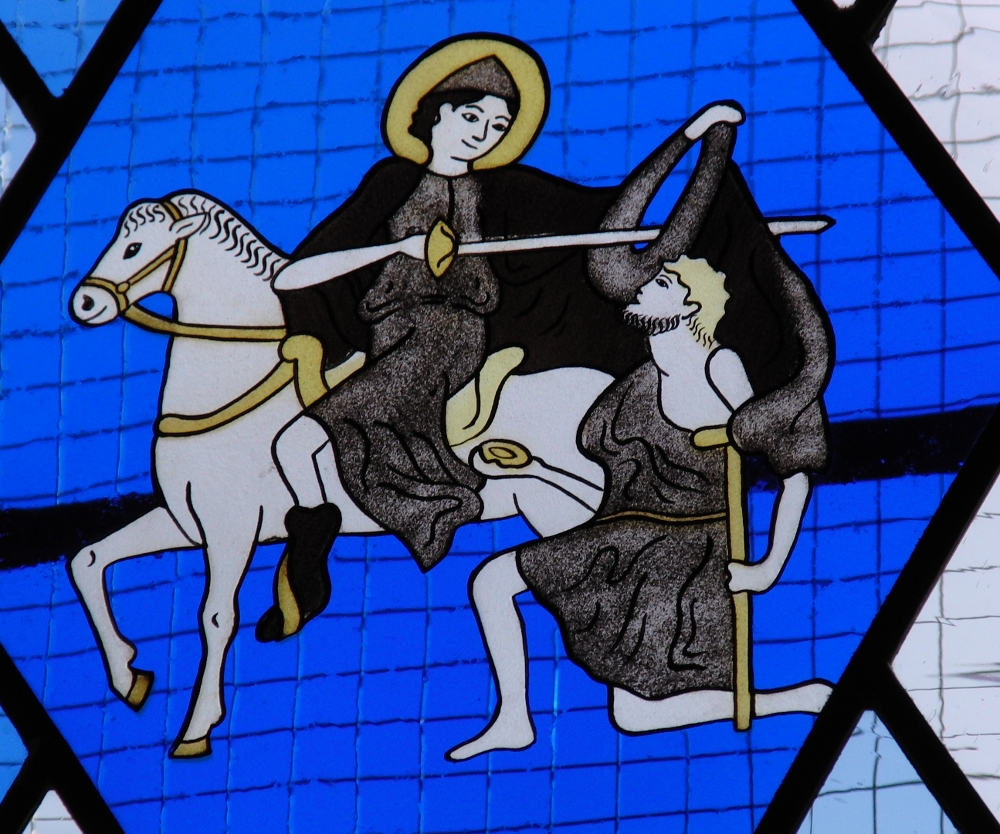
Détail du vitrail de l'église : saint Martin donnant une partie de son manteau.
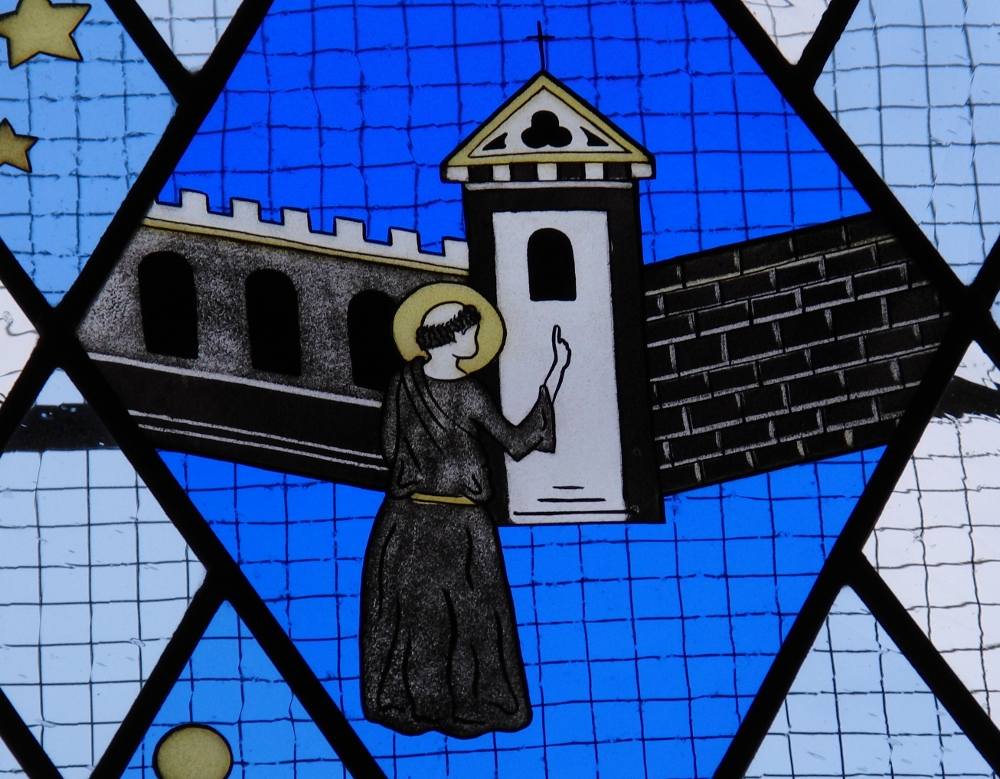
Détail du vitrail de l'église : saint Martin.
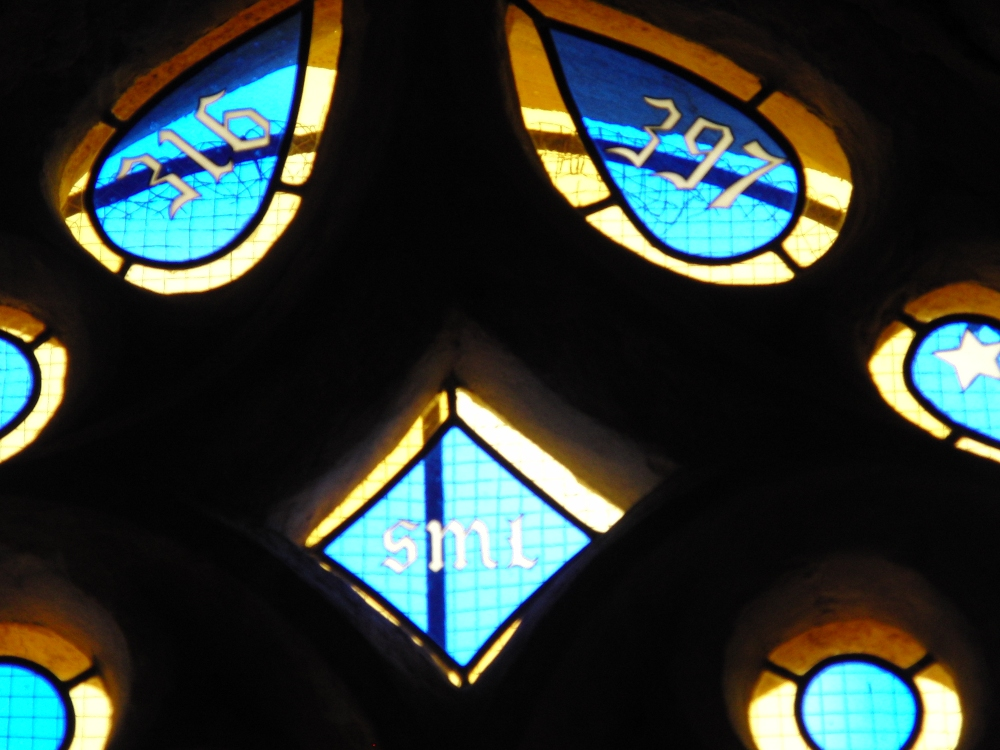
Naissance et décès de saint Martin.